# Championnat de France féminin de football de deuxième division 1984-1985
Navigation
Édition précédente Édition suivante
Le Division 2 1984-1985  est la 3e édition du Championnat de France féminin de football de seconde division. 
Les premiers niveaux nationaux du championnat féminin ont un format particulier lors de cette saison. En effet, au début, l'ensemble des équipes de première et de deuxième division s'affrontent lors d'une phase commune opposant quarante-huit clubs répartis dans huit groupes de six équipes, en une série de douze rencontres jouées durant la première partie de la saison de football. Les trois meilleures équipes de chaque groupe sont alors qualifiées pour participer à la Division 1 et les trois dernières participent à la Division 2. 
Dans un deuxième temps, les équipes participantes au championnat de deuxième division sont répartis en quatre groupes de six équipes qui s'affrontent à deux reprises durant la deuxième moitié de la saison. Les meilleures équipes de chaque groupe se qualifie ensuite pour les demi-finales, avant que les deux meilleures équipes ne s'affrontent lors de la finale du championnat à la fin de la saison.
Les deux équipes terminant aux deux dernières places d'un de ces quatre nouveaux groupes, sont quant à elles reléguées en division inférieure.
Lors de l'exercice précédent, l'ASPTT Strasbourg, l'AC Gy, l'UA Valettoise, le PF Cavaillon, le AC Landouge, l'UC Bricquebec, le Toulouse OAC, l'AC Abbeville, le FC Riom et le FC Sens, ont gagné le droit de participer au tournoi préliminaire après avoir remporté leurs compétitions régionales respectives. 
À l'issue de la saison, l'AO Boranaise décroche le premier titre de champion de France de deuxième division de son histoire en battant en finale le Paris SG sur le score de trois buts à deux. Dans le bas du classement, l'AS Nancy-Lorraine, le FOS Hem, le PF Cavaillon, l'UC Bricquebec, le FC Sens et l'AS Valentigney, sont relégués en division inférieure. Le Toulouse OAC, le AC Landouge et le FC Riom sont quant à eux relégués pour des raisons administratives et financières.

## Participants
Ces tableaux présentent les vingt-quatre équipes qualifiées pour disputer le championnat 1984-1985. On y trouve le nom des clubs, la date de création du club, l'année de la dernière accession à la seconde division, la division dans laquelle ils évoluaient auparavant, le nom des stades ainsi que la capacité de ces derniers.
Le championnat comprend quatre groupes de six équipes.
Légende des couleurs
- Champion de Division 2 la saison précédente.
- Promu de division inférieure.

| \| ES Arpajonnaise Langon FC Olympique de Marseille PF Cavaillon Toulouse OAC UA Valettoise \| Localisation des clubs engagés dans le groupe A du championnat. |
| ES Arpajonnaise Langon FC Olympique de Marseille PF Cavaillon Toulouse OAC UA Valettoise                                                                       |

| Nom du club            | Date de création | Dernière accession | Division 1983-1984 | Stade                 | Capacité | Vict. |
| ---------------------- | ---------------- | ------------------ | ------------------ | --------------------- | -------- | ----- |
| ES Arpajonnaise        | -                | 1983               | D2                 | Stade du Pont         | -        | /     |
| Langon FC              | -                | 1983               | D2                 | Stade Octave Octavin  | -        | /     |
| Olympique de Marseille | 1920             | 1983               | D2                 | Stade de la Pépinière | -        | /     |
| PF Cavaillon           | 1971             | 1984               | Div. Inf.          | Stade Pagnetti        | 2 200    | /     |
| Toulouse OAC           | 1980             | 1984               | Div. Inf.          | Stade de la Ramée     | 3 000    | /     |
| UA Valettoise          | -                | 1984               | Div. Inf.          | Stade Vallis Laeta    | -        | /     |

| \| AO Boranaise AS Toussieu AS Valentigney AC Gy FC Riom FC Sens \| Localisation des clubs engagés dans le groupe B du championnat. |
| AO Boranaise AS Toussieu AS Valentigney AC Gy FC Riom FC Sens                                                                       |

| Nom du club    | Date de création | Dernière accession | Division 1983-1984 | Stade                | Capacité | Vict. |
| -------------- | ---------------- | ------------------ | ------------------ | -------------------- | -------- | ----- |
| AO Boranaise   | -                | 1984               | D1                 | Stade Municipal      | -        | /     |
| AS Toussieu    | 1971             | 1983               | D2                 | -                    | -        | /     |
| AS Valentigney | 1974             | 1982               | D2                 | Stade des Longines   | -        | /     |
| AC Gy          | -                | 1984               | Div. Inf.          | -                    | -        | /     |
| FC Riom        | -                | 1984               | Div. Inf.          | Stade Emile Pons     | -        | /     |
| FC Sens        | -                | 1984               | Div. Inf.          | Stade Fernand Sastre | -        | /     |

| \| AC Cambrésien AS Nancy-Lorraine AS Saint-Quentin FOS Hem Paris SG AC Abbeville \| Localisation des clubs engagés dans le groupe C du championnat. |
| AC Cambrésien AS Nancy-Lorraine AS Saint-Quentin FOS Hem Paris SG AC Abbeville                                                                       |

| Nom du club       | Date de création | Dernière accession | Division 1983-1984 | Stade                       | Capacité | Vict. |
| ----------------- | ---------------- | ------------------ | ------------------ | --------------------------- | -------- | ----- |
| AC Cambrésien     | -                | 1983               | D2                 | -                           | -        | /     |
| AS Nancy-Lorraine | -                | 1983               | D2                 | Stade Marcel-Picot (Annexe) | -        | /     |
| AS Saint-Quentin  | 1980             | 1983               | D2                 | Stade Philippe Roth         | -        | /     |
| FOS Hem           | 1970             | 1982               | D2                 | -                           | -        | /     |
| Paris SG          | 1971             | 1982               | D2                 | Stade Georges Lefevre       | 3 500    | /     |
| AC Abbeville      | 1975             | 1984               | Div. Inf.          | Stade Paul-Delique          | 5 048    | /     |

| \| US Villaines AS Gagnerie FC Bergot FCE Le Neubourg AC Landouge UC Bricquebec \| Localisation des clubs engagés dans le groupe D du championnat. |
| US Villaines AS Gagnerie FC Bergot FCE Le Neubourg AC Landouge UC Bricquebec                                                                       |

| Nom du club     | Date de création | Dernière accession | Division 1983-1984 | Stade                | Capacité | Vict. |
| --------------- | ---------------- | ------------------ | ------------------ | -------------------- | -------- | ----- |
| US Villaines    | -                | 1984               | D1                 | -                    | -        | /     |
| AS Gagnerie     | 1973             | 1983               | D2                 | Stade Val de Chézine | 300      | /     |
| FC Bergot       | 1974             | 1983               | D2                 | Stade Kérédern       | -        | /     |
| FCE Le Neubourg | -                | 1983               | D2                 | Stade Marcel Guillot | -        | 1     |
| AC Landouge     | 1965             | 1984               | Div. Inf.          | Stade du Mas Loge    | -        | /     |
| UC Bricquebec   | -                | 1984               | Div. Inf.          | -                    | -        | /     |

## Compétition

### Tour préliminaire
Le tour préliminaire est composé des quarante-huit équipes de Division 1 et de Division 2 qui sont réparties dans huit groupes de six.
Le classement est calculé avec le barème de points suivant : une victoire vaut deux points, le match nul un et la défaite zéro.
Critères de départage en cas d'égalité au classement :
1. classement aux points des matchs joués entre les clubs ex æquo ;
2. différence entre les buts marqués et les buts concédés par chacun d’eux au cours des matchs qui les ont opposés ;
3. différence entre les buts marqués et les buts concédés sur la totalité des matchs joués dans le championnat ;
4. plus grand nombre de buts marqués sur la totalité des matchs joués dans le championnat ;
5. en cas de nouvelle égalité, une rencontre supplémentaire aura lieu sur terrain neutre avec, éventuellement, l’épreuve des tirs au but.

Légende des couleurs
- Joue le titre de Division 1.
- Joue le titre de Division 2 et la relégation.
- T : Tenant du titre.
- P : Promu de division inférieure.

Source : Erik Garin et Hervé Morard, « France - List of Women Final Tables », sur rsssf.com
| Cls | Equipe             | Pts |
| --- | ------------------ | --- |
| 1   | ASPTT Strasbourg P | 17  |
| 2   | FC Vendenheim      | 15  |
| 3   | FC Metz            | 13  |
| 4   | AS Nancy-Lorraine  | 6   |
| 5   | AC Gy P            | 5   |
| 6   | AS Valentigney     | 4   |

| Cls | Equipe                 | Pts |
| --- | ---------------------- | --- |
| 1   | FC Lyon                | 16  |
| 2   | SMUC Saint-Joseph      | 12  |
| 3   | FCF Valence            | 9   |
| 4   | UA Valettoise P        | 9   |
| 5   | PF Cavaillon P         | 7   |
| 6   | Olympique de Marseille | 5   |

| Cls | Equipe          | Pts |
| --- | --------------- | --- |
| 1   | ASF Muret       | 15  |
| 2   | Toulouse OM     | 14  |
| 3   | ASPTT Bordeaux  | 11  |
| 4   | Toulouse OAC P  | 8   |
| 5   | Langon FC       | 6   |
| 6   | ES Arpajonnaise | 4   |

| Cls | Equipe        | Pts |
| --- | ------------- | --- |
| 1   | Tours EC      | 14  |
| 2   | US Montfaucon | 14  |
| 3   | ASJ Soyaux T  | 13  |
| 4   | AS Gagnerie   | 7   |
| 5   | AC Landouge P | 6   |
| 6   | US Villaines  | 4   |

| Cls | Equipe           | Pts |
| --- | ---------------- | --- |
| 1   | Saint-Brieuc SC  | 19  |
| 2   | Stade quimperois | 13  |
| 3   | FCF Condéen      | 9   |
| 4   | FC Bergot        | 8   |
| 5   | FCE Le Neubourg  | 3   |
| 6   | UC Bricquebec P  | 0   |

| Cls | Equipe           | Pts |
| --- | ---------------- | --- |
| 1   | VGA Saint-Maur   | 20  |
| 2   | Stade de Reims   | 14  |
| 3   | Poissy JSF       | 9   |
| 4   | AO Boranaise     | 8   |
| 5   | AS Saint-Quentin | 6   |
| 6   | AC Abbeville P   | 3   |

| Cls | Equipe             | Pts |
| --- | ------------------ | --- |
| 1   | FCF Hénin-Beaumont | 17  |
| 2   | AS Étrœungt        | 16  |
| 3   | ES Juvisy-sur-Orge | 13  |
| 4   | Paris SG           | 9   |
| 5   | AC Cambrésien      | 7   |
| 6   | FOS Hem            | 0   |

| Cls | Equipe       | Pts |
| --- | ------------ | --- |
| 1   | Caluire SCSC | 17  |
| 2   | US Orléans   | 12  |
| 3   | AS Moulins   | 12  |
| 4   | AS Toussieu  | 8   |
| 5   | FC Riom P    | 6   |
| 6   | FC Sens P    | 2   |

### Tour principal de deuxième division
Pour le tour principal de première division, voir l'article sur la Division 1 1984-1985.
Classement
Le classement est calculé avec le barème de points suivant : une victoire vaut deux points, le match nul un et la défaite zéro.
Critères de départage en cas d'égalité au classement :
1. classement aux points des matchs joués entre les clubs ex æquo ;
2. différence entre les buts marqués et les buts concédés par chacun d’eux au cours des matchs qui les ont opposés ;
3. différence entre les buts marqués et les buts concédés sur la totalité des matchs joués dans le championnat ;
4. plus grand nombre de buts marqués sur la totalité des matchs joués dans le championnat ;
5. en cas de nouvelle égalité, une rencontre supplémentaire aura lieu sur terrain neutre avec, éventuellement, l’épreuve des tirs au but.

Légende des couleurs
- Qualifié pour les demi-finales de la compétition.
- Relégué en division inférieure.
- T : Tenant du titre.
- P : Promu de division inférieure.

Source : Erik Garin et Hervé Morard, « France - List of Women Final Tables », sur rsssf.com
| Cls | Equipe                 | Pts |
| --- | ---------------------- | --- |
| 1   | UA Valettoise P        | 15  |
| 2   | ES Arpajonnaise        | 12  |
| 3   | Toulouse OAC P         | 10  |
| 4   | Langon FC              | 10  |
| 5   | Olympique de Marseille | 9   |
| 6   | PF Cavaillon P         | 4   |

| Cls | Equipe         | Pts |
| --- | -------------- | --- |
| 1   | AO Boranaise   | 17  |
| 2   | AS Toussieu    | 12  |
| 3   | AC Gy P        | 9   |
| 4   | FC Riom P      | 9   |
| 5   | FC Sens P      | 6   |
| 6   | AS Valentigney | 5   |

| Cls | Equipe            | Pts |
| --- | ----------------- | --- |
| 1   | Paris SG          | 15  |
| 2   | AC Cambrésien     | 11  |
| 3   | AS Saint-Quentin  | 11  |
| 4   | AC Abbeville P    | 9   |
| 5   | FOS Hem           | 7   |
| 6   | AS Nancy-Lorraine | 7   |

| Cls | Equipe            | Pts |
| --- | ----------------- | --- |
| 1   | FCE Le Neubourg T | 13  |
| 2   | US Villaines      | 13  |
| 3   | AC Landouge P     | 11  |
| 4   | AS Gagnerie       | 9   |
| 5   | FC Bergot         | 8   |
| 6   | UC Bricquebec P   | 6   |

Nota :
1. 1 2 3  Certains clubs sont relégués administrativement bien qu'ayant obtenu le maintien sportivement, pour des raisons financières.
2. 1 2  Le FC Bergot et l'Olympique de Marseille profitent du désistement de trois autres clubs pour conserver leur place lors de la saison suivante.

Résultats

### Phase finale
Source : Erik Garin et Hervé Morard, « France - List of Women Final Tables », sur rsssf.com
|  |              |                 |          |              |   |   |  |  |  |  |  |  |         |  |  |  |
|  |              |                 |          |              |   |   |  |  |  |  |  |  |         |  |  |  |
|  |              |                 |          |              |   |   |  |  |  |  |  |  | Moulins |  |  |  |
|  |              |                 |          |              |   |   |  |  |  |  |  |  |         |  |  |  |
|  |              |                 |          |              |   |   |  |  |  |  |  |  |         |  |  |  |
|  |              |                 |          |              |   |   |  |  |  |  |  |  |         |  |  |  |
|  |              |                 |          |              |   |   |  |  |  |  |  |  |         |  |  |  |
|  | 1er gr.D     | FCE Le Neubourg | 3        | 0            |   |   |  |  |  |  |  |  |         |  |  |  |
|  | 1er gr.D     | FCE Le Neubourg | 3        | 0            |   |   |  |  |  |  |  |  |         |  |  |  |
|  |              |                 | 1er gr.B | AO Boranaise | 2 | 3 |  |  |  |  |  |  |         |  |  |  |
|  |              |                 |          |              | 2 | 3 |  |  |  |  |  |  |         |  |  |  |
|  |              |                 |          |              |   |   |  |  |  |  |  |  |         |  |  |  |
|  |              |                 |          |              |   |   |  |  |  |  |  |  |         |  |  |  |
|  | AO Boranaise | AO Boranaise    | 3        | 3            |   |   |  |  |  |  |  |  |         |  |  |  |
|  | AO Boranaise | AO Boranaise    | 3        | 3            |   |   |  |  |  |  |  |  |         |  |  |  |
|  |              |                 | Paris SG | Paris SG     | 2 | 2 |  |  |  |  |  |  |         |  |  |  |
|  |              |                 |          |              | 2 | 2 |  |  |  |  |  |  |         |  |  |  |
|  |              |                 |          |              |   |   |  |  |  |  |  |  |         |  |  |  |
|  |              |                 |          |              |   |   |  |  |  |  |  |  |         |  |  |  |
|  | 1er gr.A     | UA Valettoise   | 3        | 1            |   |   |  |  |  |  |  |  |         |  |  |  |
|  | 1er gr.A     | UA Valettoise   | 3        | 1            |   |   |  |  |  |  |  |  |         |  |  |  |
|  |              |                 | 1er gr.C | Paris SG     | 2 | 5 |  |  |  |  |  |  |         |  |  |  |
|  |              |                 |          |              | 2 | 5 |  |  |  |  |  |  |         |  |  |  |
|  |              |                 |          |              |   |   |  |  |  |  |  |  |         |  |  |  |
|  |              |                 |          |              |   |   |  |  |  |  |  |  |         |  |  |  |
|  |              |                 |          |              |   |   |  |  |  |  |  |  |         |  |  |  |
|  |              |                 |          |              |   |   |  |  |  |  |  |  |         |  |  |  |

## Bilan de la saison
| Championnat de France féminin de football de deuxième division 1984-1985 |                          |
| Champion                                                                 | AO Boranaise (1er titre) |
| Dauphin                                                                  | Paris SG                 |
| Promotions et relégations                                                |                          |
| Promus en Division 1/2 (Tour préliminaire)                               | OS Monaco                |
| Promus en Division 1/2 (Tour préliminaire)                               | RC Paillade              |
| Promus en Division 1/2 (Tour préliminaire)                               | FC Loubesien             |
| Promus en Division 1/2 (Tour préliminaire)                               | ESTC Poitiers            |
| Promus en Division 1/2 (Tour préliminaire)                               | ESOF Saint-André d'Ornay |
| Promus en Division 1/2 (Tour préliminaire)                               | CA Lisieux               |
| Promus en Division 1/2 (Tour préliminaire)                               | FC Baldersheim           |
| Promus en Division 1/2 (Tour préliminaire)                               | AS Sault-lès-Rethel      |
| Promus en Division 1/2 (Tour préliminaire)                               | RC Saint-Étienne         |
| Promus en Division 1/2 (Tour préliminaire)                               | US Baume-les-Dames       |
| Relégués en Division d'Honneur                                           | AS Valentigney           |
| Relégués en Division d'Honneur                                           | Toulouse OAC             |
| Relégués en Division d'Honneur                                           | AS Nancy-Lorraine        |
| Relégués en Division d'Honneur                                           | FOS Hem                  |
| Relégués en Division d'Honneur                                           | AC Landouge              |
| Relégués en Division d'Honneur                                           | PF Cavaillon             |
| Relégués en Division d'Honneur                                           | UC Bricquebec            |
| Relégués en Division d'Honneur                                           | FC Riom                  |
| Relégués en Division d'Honneur                                           | FC Sens                  |